# Irena Tatarzyńska
Irena Urszula Tatarzyńska (ur. w Słupsku) – polska dyplomatka i orientalistka (turkolożka), doktor nauk filologicznych, od 2015 do 2017 ambasador RP w Czarnogórze.

## Życiorys
Urodziła się w Słupsku. W 1974 ukończyła studia z zakresu filologii tureckiej na Uniwersytecie Warszawskim. Po studiach podjęła karierę naukową tamże. Pracowała także w Polskiej Akademii Nauk. W 1986 obroniła pracę doktorską pt. Turecka inteligencja twórcza wobec europeizacji Imperium Osmańskiego – od tanzimatu do republiki (promotor: Tadeusz Majda).
W 1991 rozpoczęła pracę w Ministerstwie Spraw Zagranicznych, specjalizując się w kontaktach z krajami Kaukazu Południowego i Azji Środkowej. W latach 1994–1999 pracowała w Ambasadzie RP w Ankarze, pełniąc funkcję zastępczyni szefa placówki, a przez kilka miesięcy także chargé d’affaires ad interim. W 1999 powróciła do kraju i objęła stanowisko zastępczyni dyrektora w Departamencie Europy Wschodniej MSZ.
W 2003 wyjechała do Sofii, gdzie pracowała jako zastępczyni ambasadora RP w randze radcy-ministra, a w latach 2006–2007 pełniła obowiązki szefa placówki. Za swoją pracę w Sofii została wyróżniona przez władze bułgarskie medalem Złotej Gałązki Laurowej. W 2007 powróciła do kraju i objęła stanowisko koordynatorki ds. Paktu Stabilności dla Europy Południowo-Wschodniej.
Od listopada 2008 do 2012 była ambasadorem w Albanii. W lipcu 2015 powołana na stanowisko ambasadora nadzwyczajnego i pełnomocnego RP w Czarnogórze. Misję zakończyła w 2017.
W listopadzie 2012 została odznaczona Krzyżem Kawalerskim Orderu Odrodzenia Polski.
Zna biegle cztery języki: angielski, rosyjski, turecki i włoski. Posługuje się także językiem bułgarskim i francuskim.
Jest mężatką, ma syna.